# لیسبورگ (ویرجینیا)
لیسبورگ (به انگلیسی: Leesburg) یک شهرک در ایالات متحده آمریکا است که در ایالت ویرجینیا واقع شده‌است. لیسبورگ ۳۲٫۳ کیلومتر مربع مساحت و ۴۷٬۶۷۳ نفر جمعیت دارد و ۱۰۴ متر بالاتر از سطح دریا واقع شده‌است.

## نگارخانه

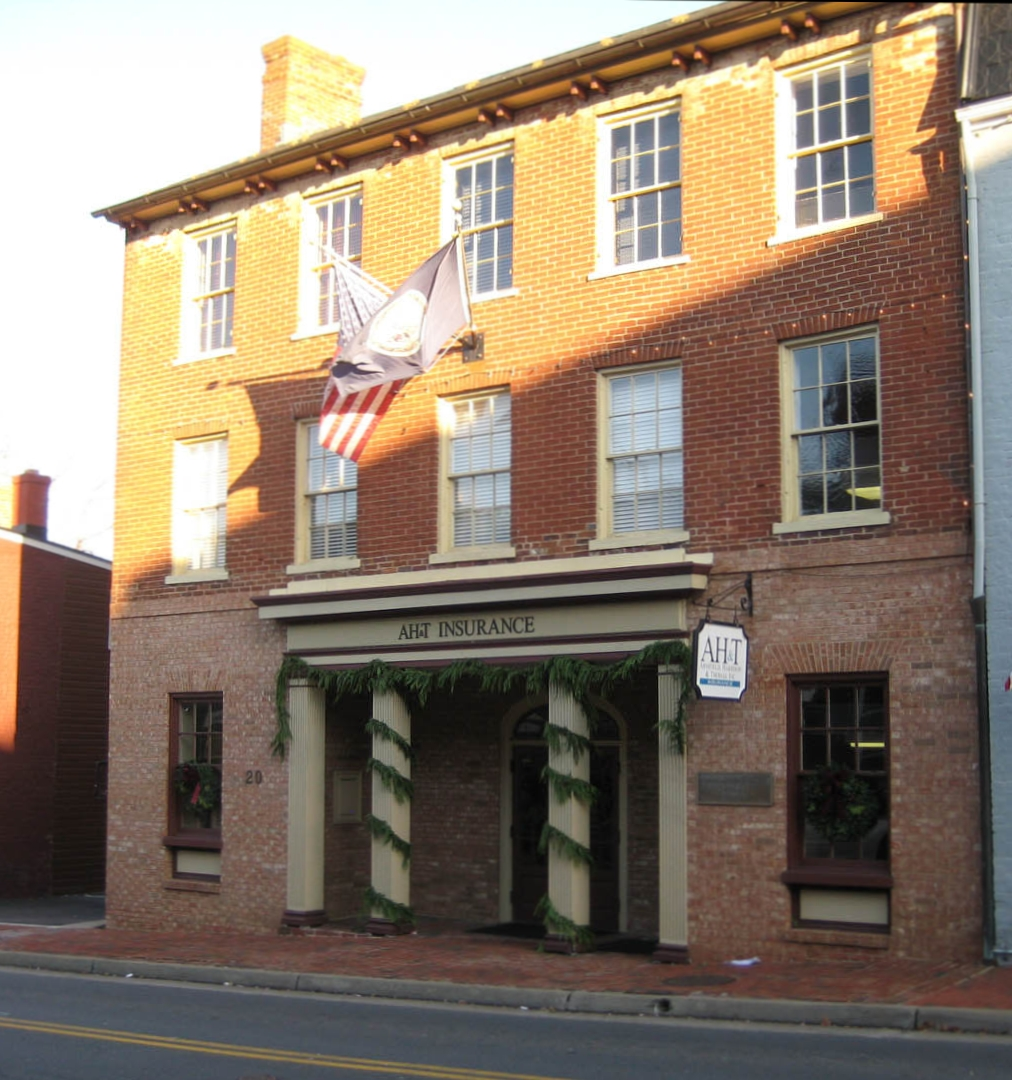
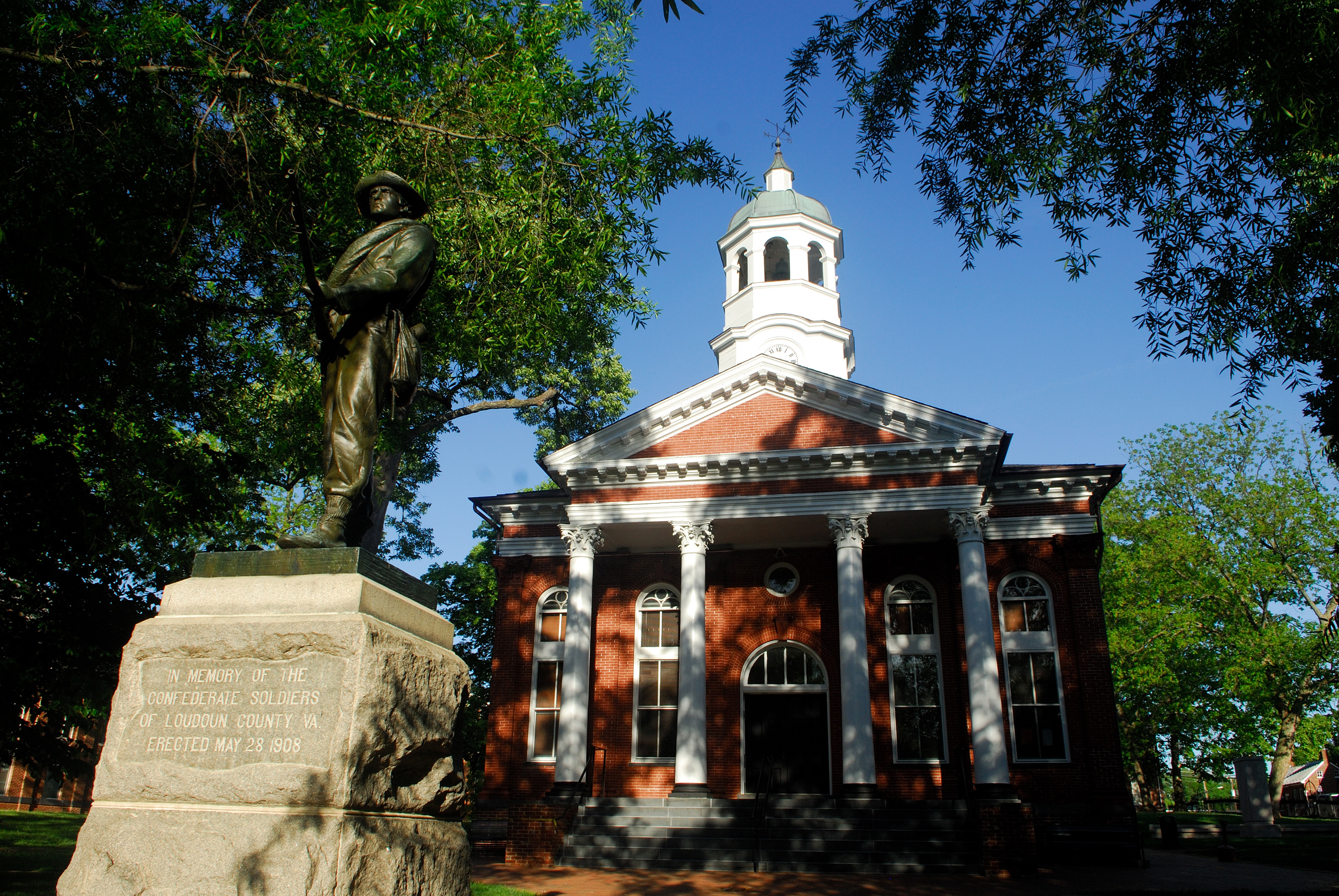
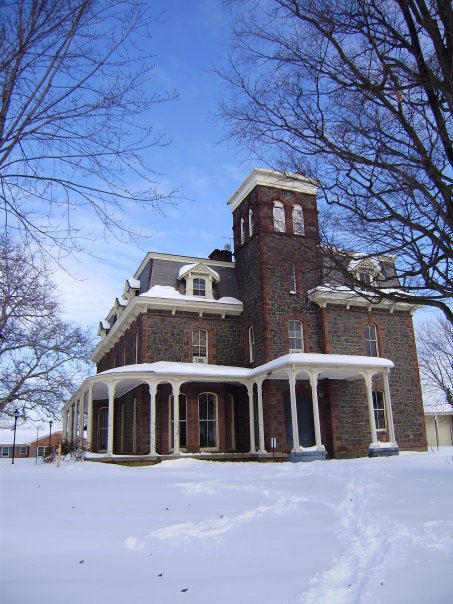